# Erna Scheffler
Erna Scheffler (* 21. September 1893 als Erna Friedenthal in Breslau; † 22. Mai 1983 in London) war eine deutsche Juristin. Sie war das erste weibliche Mitglied des Bundesverfassungsgerichts.

## Leben

### Familie, Ausbildung und erste Berufsjahre
Erna Scheffler stammte aus einer gut situierten Familie. Ihre Mutter war Hausfrau und brachte ihrer Tochter nahe, wie wichtig es für Mädchen sei, durch gute Ausbildung und einen Beruf selbst für sich sorgen zu können. Der Vater, ein Fabrikant, war als Jude zum protestantischen Glauben übergetreten. Er starb schon 1904. Nunmehr bestimmte ein Vormund und Testamentsvollstrecker in der Familie. In dieser Zeit entstand in Erna Scheffler der Wunsch, Rechtswissenschaften zu studieren, um Situationen wie dieser nicht wehrlos ausgeliefert zu sein.
Sie besuchte die Höheren Töchterschulen in Liegnitz und Breslau und legte das Abitur 1911 als Externe an einem Knabengymnasium in Ratibor ab. Zunächst studierte sie in Heidelberg ein Semester lang Medizin und wechselte dann zu Jura in Breslau, München und Berlin. Im Dezember 1914 schloss sie ihr Studium mit der Promotion in Breslau ab. Das Thema der Dissertation lautete: Straftilgende Maßnahmen. Frauen waren damals zum juristischen Staatsexamen noch nicht zugelassen. Sie arbeitete zunächst in einer fürsorgerisch ausgerichteten Rechtsberatungsstelle und dann als Hilfskraft in einer Rechtsanwaltspraxis. Sie heiratete 1916 ihren ersten Ehemann, den promovierten Juristen Fritz Haßlacher, und wurde 1917 Mutter einer Tochter. Bis 1918 war sie im besetzten Belgien, wo ihr Ehemann tätig war, als Juristin in der deutschen Zivilverwaltung eingesetzt.
Nach dem Ersten Weltkrieg arbeitete sie trotz der schwierigen Zeit der Inflation mit großer Energie an ihrer Karriere. Scheffler fand Beschäftigung beim Bund Deutscher Architekten und in verschiedenen Anwaltskanzleien. Ab 1921 durften auch Frauen Staatsexamina ablegen. 1922 legte Scheffler das Erste und 1925 das Zweite Staatsexamen ab. In der Referendariatszeit wurde ihre Ehe geschieden. Scheffler sorgte weiterhin für ihre Tochter, die später in England studierte. In Deutschland wäre ihr als sogenannte Vierteljüdin wegen ihres jüdischen Großvaters nur das Studium der Volkswirtschaft möglich gewesen.
Parlamentarierinnen aller Fraktionen unter besonderem Einsatz von Marie-Elisabeth Lüders (DDP) erreichten im Reichstag 1922, dass die Zulassung von Frauen als Rechtsanwältinnen oder Richterinnen Gesetz wurde. Von Ende 1925 bis Juli 1928 war Scheffler Rechtsanwältin an den Landgerichten I bis III in Berlin und am Amtsgericht Berlin-Mitte. Sobald sie das für Frauen nötige Alter von 35 Jahren für den Eintritt in den öffentlichen Dienst erreicht hatte, übernahm sie als eine der ersten Frauen eine Stelle als Richterin. Danach war sie Gerichtsassessorin in Berlin, seit Februar 1930 ständige Hilfsarbeiterin und seit 1932 Amtsgerichtsrätin am Amtsgericht Berlin-Mitte.

### 1933 bis 1945
Im April 1933 wurde sie zwangsweise beurlaubt, im Juli zunächst als „Arierin“ anerkannt und konnte im Amt bleiben. Im November 1933 wurde sie allerdings rückwirkend zum 1. März 1933 mit Berufsverbot belegt, da sich zwischenzeitlich ihre jüdische Herkunft herausgestellt hatte. Sie erhielt nur ein geringes Ruhegehalt. 1954 wurde ihr Im Rahmen ihres Wiedergutmachungsverfahrens für die zwölf Jahre, die sie aus dem Richterdienst ausgeschlossen war, als einziger Ausgleich zugesprochen, dass diese Zeit als ruhegehaltsfähig anerkannt wurde.
Die zweite Eheschließung mit Kammergerichtsrat Georg Scheffler wurde im Mai 1934 untersagt, da sie „Halbjüdin“ sei. Dennoch lebten die beiden (fast) zusammen. Im Geschäft einer Freundin arbeitete sie als Buchhalterin und verteilte während des Krieges Lebensmittelkarten in ihrem Wohnbezirk. Von Januar 1945 an versteckte sie sich bis Kriegsende in einer Laubenkolonie außerhalb Berlins.

### Nach 1945
Unmittelbar nach dem Krieg, am 31. Mai 1945, heiratete sie Georg Scheffler und kehrte Ende Mai 1945 als Unbelastete zuerst als Landesgerichtsrätin und später als Landgerichtsdirektorin beim Landgericht Berlin in den Justizdienst zurück. Als ihr Mann Richter am Oberlandesgericht Düsseldorf wurde, verließ sie ihre Stelle in Berlin. Damals herrschte die noch bis in die 1960er Jahre wirksame Vorstellung, es könnten nicht beide Teile eines Ehepaares in der Zivilgerichtsbarkeit tätig sein. So wechselte Erna Scheffler nach der Währungsreform 1948 in die Verwaltungsgerichtsbarkeit und wurde Verwaltungsgerichtsrätin, später Verwaltungsgerichtsdirektorin am Verwaltungsgericht Düsseldorf und näherte sich so dem Öffentlichen Recht.
Am 7. September 1951 wurde sie an das Bundesverfassungsgericht in Karlsruhe berufen. Acht Jahre lang war sie dort die einzige Frau im Ersten Senat, der aus zwölf Mitgliedern bestand. Mit 65 Jahren wurde sie 1959 wiedergewählt und war dort bis 1963 einzige Richterin in dem auf zehn Mitglieder verkleinerten Ersten Senat. Das Ehepaar zog nach Wolfartsweier, Georg Scheffler wurde zum 9. Januar 1952 Richter am Bundesgerichtshof. Erna Scheffler galt als sechste Stimme im fünfköpfigen BGH-Senat, dem ihr Mann angehörte, da die beiden ihre Arbeit intensiv miteinander besprachen.
Nach ihrer Pensionierung war Erna Scheffler unter anderem als Sachverständige vor dem Innenausschuss des Deutschen Bundestages und bei tarifrechtlichen Auseinandersetzungen tätig.
Georg Scheffler starb 1975. Nach dem Tod ihres Mannes verbrachte Erna Scheffler jeweils ein halbes Jahr in Karlsruhe und den Rest des Jahres bei Tochter und Enkeln in England. Die Tochter hatte in Deutschland einen deutschen Arzt kennengelernt und geheiratet, sich aber geweigert, je wieder in Deutschland zu wohnen.
Erna Scheffler starb 1983 bei ihrer Tochter in London. Sie wurde auf dem Friedhof in Wolfartsweier beigesetzt.

## Positionen
Erna Scheffler setzte sich für die Umsetzung von Artikel 3 Grundgesetz ein und führte die Ideen von Elisabeth Selbert weiter, die 1949 nicht als Kandidatin zum ersten Deutschen Bundestag aufgestellt wurde. Es ging ihr nicht nur um die gleichen staatsbürgerlichen Rechte für Mann und Frau, sondern darüber hinaus auch um die Gleichstellung im zivilen und gesellschaftlichen Leben: Auch im Arbeitsrecht, Eherecht und Familienrecht sollte der Gleichberechtigungsgrundsatz verwirklicht werden. Vor dieser konsequenten Haltung waren Frieda Nadig, Helene Wessel und Helene Weber, die zusammen mit Elisabeth Selbert im Parlamentarischen Rat saßen, und zahlreiche männliche Mitglieder des Gremiums zurückgeschreckt, da die Forderung vollständiger Gleichberechtigung bei gleichzeitiger Anerkennung grundsätzlicher Verschiedenheit zu Verunsicherung führte.
Auf dem Deutschen Juristentag 1950 in Frankfurt hielt sie ein Referat zum Thema Gleichstellung von Mann und Frau. Darin zeigte sie Gegebenheiten aus dem Steuer-, Familien-, Beamten- und Staatsangehörigkeitsrecht auf, die aus ihrer Sicht mit Artikel 3 Grundgesetz unvereinbar und daher verfassungswidrig waren und der Änderung bedürften:
- Die gemeinsame Veranlagung von Ehepaaren im Steuerrecht sei abzuschaffen.
- Das gemeinsame gleichberechtigte Elternrecht sei ebenso einzuführen wie der Güterstand der Gütertrennung mit hälftiger Beteiligung am Zugewinn und die Freiheit der Namenswahl.
- Die Zölibatsklausel für Beamtinnen sei abzuschaffen, das Mindestalter als Voraussetzung für eine lebenslängliche Anstellung sei für Frau und Mann gleich festzusetzen und die Hinterbliebenenversorgung dürfe sich ebenfalls nicht mehr unterscheiden.
- Die Staatsangehörigkeit von Frauen und Männern und ihrer Kinder dürfe durch Heirat nicht beeinflusst werden.

Dieser Vortrag wird als Meilenstein auf ihrem Weg zur Verfassungsrichterin gesehen.
Erna Scheffler setzte sich für Teilzeitarbeit für Beamtinnen ein, weil nur so die Vereinbarkeit von Familie und Beruf und eine gesellschaftliche Teilhabe von Frauen verbessert werden könnten.
Als die medizinische Fakultät der Universität Mainz 1966 in ihren Richtlinien festlegte, dass männliche Bewerber bei gleicher Qualifikation gegenüber weiblichen den Vorzug bekommen sollten (Männerquote), sprach sie sich energisch gegen diese später abgeschaffte Regelung aus.

## Leitentscheidungen unter Erna Schefflers Beteiligung
Als Verfassungsrichterin erreichte sie Mehrheiten für ihre verfassungsrechtlich fundierten Positionen: Die zwingende Zusammenveranlagung im Einkommensteuerrecht wurde ebenso für verfassungswidrig erklärt wie die Höfeordnung, die männliche Erben bevorzugte. Im Ehe- und Familienrecht wurde in der Entscheidung zum Rechtsnormcharakter des Gleichberechtigungssatzes bestätigt, dass Artikel 117 Absatz 1 GG insoweit wirksam ist, als er das der Gleichberechtigung entgegenstehende bürgerliche Recht auf dem Gebiete von Ehe und Familie mit Ablauf des 31. März 1953 außer Kraft setzte, weil Artikel 3 Absatz 2 GG zwar eine allgemeine, aber – entgegen damals abweichender Meinung von Untergerichten – der unmittelbaren Anwendung fähige Rechtsnorm ist. In der Sozialversicherung musste nun der Wert der Leistungen als Mutter, Hausfrau und Mithelfende in einem Familienbetrieb berücksichtigt werden.
Im Juli 1959 verkündete Scheffler als Vertreterin des erkrankten Vorsitzenden das Urteil, mit dem der Stichentscheid des Vaters im Familienrecht für verfassungswidrig erklärt wurde. Bis dahin hatte die Auffassung des Vaters entschieden, wenn Eltern bei der Ausübung der Personensorge für ein Kind unterschiedlicher Meinung waren. Scheffler vertrat ihre Position mit einer Begründung, die die psychologische Dimension des Urteils zeigte: Nur so könne der Vater nicht sicher sein, dass er sich im Stichentscheid werde durchsetzen können. Diese Unsicherheit werde seine Einigungsbereitschaft verstärken. Es gehe nicht darum, den Stichentscheid einem Gericht zu übertragen.
Auf dieses wegweisende Urteil wurde noch Jahrzehnte später Bezug genommen, unter anderem in der Entscheidung des Ersten Senats des Bundesverfassungsgerichts vom März 1991 zum ehelichen Namensrecht.

## Mitgliedschaften
- Mitglied des Deutschen Juristinnenbundes, auch Zweite Vorsitzende sowie Vertreterin des Deutschen Juristinnenbundes in der International Federation of Women Lawyers
- Langjährige Erste Vorsitzende im Deutschen Akademikerinnenbund, Vertreterin des Deutschen Akademikerinnenbundes in der International Federation of University Women
- Vertreterin des Deutschen Verbandes berufstätiger Frauen in der International Federation of Business and Professional Women
- Mitglied der Ständigen Deputation des Deutschen Juristentages[7]
- Gründungsmitglied des Soroptimist International Clubs Karlsruhe[16]

## Ehrungen
- Erna Scheffler wurde das Große Bundesverdienstkreuz mit Stern und Schulterband verliehen.[17][18]
- Der Soroptimist International Club Karlsruhe verleiht seit 1996 alle zwei Jahre den Erna-Scheffler-Förderpreis für herausragende Nachwuchswissenschaftlerinnen am Karlsruher Institut für Technologie (KIT).[16][17][19][20]
- In Köln wurde 2011 eine Straße nach Erna Scheffler benannt[21], in Lüneburg 2020[22], in Karlsruhe 2006[17] und in Düsseldorf 2022.[23] In der Gemeinde Niestetal (Hessen) gibt es eine Dr.-Erna-Scheffler-Straße.[24]
- Im April 2023 wurde am Grab von Erna Scheffler eine von der Künstlerin Bronislava von Podewils gefertigte Büste von Erna Scheffler enthüllt.[25]

## Veröffentlichungen
- Straftilgende Maßnahmen. Dissertation. Breslau 1915, DNB 570204755.Inhaltsverzeichnis. (d-nb.info).
- mit Hildegard Krüger: Die beamtenrechtliche Stellung der Frau. Metzner, Frankfurt am Main 1950, OCLC 320871928.
- mit Eugen Ulmer: Die Gleichberechtigung der Frau. In welcher Weise empfiehlt es sich, gemäss Art. 117 d. Grundgesetzes das geltende Recht an Art. 3 Abs. 2 d. Grundgesetzes anzupassen? Referate, Diskussionsbeiträge und Beschlüsse, Deutscher Juristentag 1950. Mohr (Siebeck), Tübingen 1951, DNB 451559843.
- Ehe und Familie. In: K. A. Bettermann, H. C. Nipperdey, U. Scheuner (Hrsg.): Die Grundrechte. Handbuch der Theorie und Praxis der Grundrechte. Band IV, Nr. 1, 1960, S. 245.
- Die Gleichberechtigung der Ehepartner im Bewußtsein unserer Zeit. Vortrag. International Christian Leadership, Gruppe Karlsruhe, Karlsruhe 1960, OCLC 314441139.
- Das Verfassungsgebot des Schutzes der Ehe und der Fortfall von Waisengeld, Kinderzuschüssen und ähnlichen Leistungen wegen Eheschliessung. In: Scritti in onore di Gaspare Ambrosini (Schriften zu Ehren von Gaspare Ambrosini). Band 3, 1970, S. 1797–1818.
- Die Stellung der Frau in Familie und Gesellschaft im Wandel der Rechtsordnung seit 1918. Metzner, Frankfurt am Main / Berlin 1970, ISBN 978-3-7875-5204-7.